# Рогов, Николай Васильевич
Николай Васильевич Рогов (19 октября 1904, с. Борма, Самарская губерния, Российская империя — 30 ноября 1967, Москва, СССР) — советский военачальник, генерал-майор (11.07.1945).

## Биография
Родился 19 октября 1904 года  в селе  Борма, ныне сельское поселение Тёплый Стан, Елховский район, Самарская область, Россия. Русский.

## Военная служба
1 августа 1922 года добровольно вступил в РККА и был зачислен курсантом 49-х Грозненских курсов. В январе 1923 года переведен на 17-е Владикавказские пехотные курсы. По их окончании с апреля был учеником в гарнизонной хлебопекарне в городе Ростов-на-Дону, затем мастером-хлебопеком на 17-х Владикавказских пехотных курсах. В августе 1925 года зачислен курсантом во Владикавказскую пехотную школу, по окончании которой в августе 1928 года направлен командиром взвода в 64-й стрелковый полк 22-й Краснодарской стрелковой дивизии в город Армавир. Член ВКП(б) с 1929 года.
В декабре 1930 года командирован на Киевские объединенные военно-политические курсы имени Каменева. В июле 1931 года окончил их и был назначен в 92-й стрелковый полк 31-й стрелковой дивизии ПриВО, где проходил службу помощником командира роты по политчасти и командиром роты. В июне 1932 года переведен на Дальний Восток на должность командира учебной роты 67-го отдельного пулеметного батальона Тихоокеанского флота. 16 сентября 1937 года назначен командиром 62-го отдельного пулеметного батальона, а в ноябре 1940 г. — командиром 140-го стрелкового полка 3-й стрелковой бригады ТОФ.

### Великая Отечественная война
С началом  войны Рогов в той же должности. В конце ноября приказом наркома ВМФ был назначен командиром 73-й отдельной морской стрелковой бригады. В декабре бригада была переброшена на фронт, где в составе 7-й отдельной армии оборонялась по реке Свирь между Онежским и Ладожским озерами.
29 мая 1942 года полковник Рогов назначен заместителем командира 314-й стрелковой дивизии. В середине июля откомандирован в Уфу на учебу в Высшую военную академию им. К. Е. Ворошилова. По окончании ее ускоренного курса со 2 по 21 декабря командовал 44-й стрелковой дивизией, оборонявшейся по реке Волхов.
24 декабря 1942 года назначен на должность командира 310-й стрелковой дивизии и воевал с ней до конца войны. До февраля 1943 года дивизия входила в состав 4-й армии и находилась в обороне по реке Волхов, затем была подчинена 52-й армии Волховского фронта и вела наступательные бои на новгородском направлении, имея цель отвлечь силы противника с Северо-Западного фронта. С 10 мая 1943 года она перешла в подчинение 59-й армии, а с 24 июня 1943 года находилась в резерве армии юго-западнее Большая Вишера. С 14 января 1944 года ее части отличились в Ленинградско-Новгородской, Новгородско-Лужской наступательной операции. 21 января 1944 года ей как отличившейся в боях при освобождении Новгорода было присвоено наименование «Новгородская». В июне дивизия была переброшена на Карельский фронт в состав 7-й армии и участвовала в Свирско-Петрозаводской наступательной операции. В середине ноября она была выведена в резерв Ставки ВГК.
С 28 января 1945 года 310-я стрелковая дивизия под командованием полковника Рогова вошла в состав 19-й армии 2-го Белорусского фронта и участвовала в Восточно-Померанской наступательной операции. К 5 марта ее части первыми на 2-м Белорусском фронте вышли на побережье Балтийского моря севернее города Кезлин и тем самым отрезали группировку противника в Восточной Померании. За образцовое выполнение заданий командования в боях при овладении г. Кезлин дивизия была награждена орденом Красного Знамени (5.4.1945). В ходе дальнейшего наступления ее части освободили город Гдыня (28.3.1945). На заключительном этапе войны они успешно действовали в Берлинской наступательной операции. За образцовое выполнение заданий командования в боях при овладении портом и военно-морской базой Свинемюнде дивизия была награждена орденом Ленина.
15 мая 1945 года  полковник Рогов был представлен командиром  134-го стрелкового корпуса генерал-майором А. Г.Фроленковым к званию Герой Советского Союза, данное представление поддержал командующий 19-й армии генерал-лейтенант В. З. Романовский, однако вышестоящее командование  понизило статус награды до  ордена Красного Знамени.
За время войны комдив Рогов был шесть раз персонально упомянут в благодарственных в приказах Верховного Главнокомандующего.

### Советско-японская война
В июле 1945 года  генерал-майор  Рогов направлен в распоряжение Военного совета Забайкальского фронта, затем назначен представителем командования фронта в группе войск МНРА. В этой должности принимал участие в Советско-японской войне, за боевые отличия в которой был награжден орденом Кутузова II степени.

### Послевоенное время
В марте 1946 года назначен командиром 5-й стрелковой Орловской ордена Ленина Краснознаменной орденов Суворова и Кутузова дивизии 3-й армии БВО.
В июле 1946 года назначен командиром 50-й гвардейской стрелковой Сталинской дважды Краснознаменной орденов Суворова и Кутузова дивизии.
С января 1947 года исполнял должность заместителя командира 118-й гвардейской Эстонской Таллинской Краснознаменной дивизии.
С сентября 1947 года по ноябрь 1948 года проходил подготовку на курсах усовершенствования командиров стрелковых дивизий при Военной академии им. М. В. Фрунзе, затем был назначен командиром 34-й отдельной стрелковой бригады МВО.
В декабре 1953 года переведен командиром 123-й отдельной строительной бригады 42-го управления инженерных войск. Приказом МО СССР от 28 сентября 1955 года переведен для прохождения дальнейшей службы в МВД СССР, затем назначен заместителем начальника МПВО Московской области.
9 мая 1960 года генерал-майор  Рогов уволен в запас.

## Награды
- орден Ленина (06.11.1947)[6]
- пять орденов Красного Знамени (23.01.1944[7], 03.11.1944[6], 17.03.1945[8], 02.06.1945[9], 20.04.1953 [6])
- орден Кутузова II степени (31.08.1945)[10]
- орден Александра Невского (31.05.1945)[11]

медали в том числе:
- - «За оборону Ленинграда»;
  - «За оборону Советского Заполярья»;
  - «За победу над Германией в Великой Отечественной войне 1941—1945 гг.»
  - «За победу над Японией»

Приказы (благодарности) Верховного Главнокомандующего в которых отмечен Н. В. Рогов.
- За овладение важным хозяйственно-политическим центром страны городом Новгород– крупным узлом коммуникаций и мощным опорным пунктом обороны немцев. 20 января 1944 года № 61.
- За овладение городами Шлохау, Штегерс, Хаммерштайн, Бальденберг, Бублид — важными узлами коммуникаций и сильными опорными пунктами обороны немцев. 27 февраля 1945 года. № 285.
- За овладение городами Руммельсбург и Поллнов — важными узлами коммуникаций и сильными опорными пунктами обороны немцев в Померании. 3 марта 1945 года. № 287.
- За выход на побережье Балтийского моря и овладение городом Кёзлин — важным узлом коммуникаций и мощным опорным пунктом обороны немцев на путях из Данцига в Штеттин. 4 марта 1945 года. № 289.
- За овладение штурмом городом Гдыня — важной военно-морской базой и крупным портом на Балтийском море. 28 марта 1945 года. № 313.
- За овладение городом Свинемюнде — крупным портом и военно-морской базой немцев на Балтийском море. 5 мая 1945 года. № 362.